# Патриньяни, Джанни
Джованни (Джанни) Патриньяни (итал. Giovanni (Gianni) Patrignani; 31 января 1906, Пезаро, Марке — 2 августа 1991, Пезаро, Марке) — итальянский пловец. Участник летних Олимпийских игр 1924 года.

## Биография
Джанни Патриньяни родился 31 января 1906 года в итальянском городе Пезаро.
Работал торговцем рыбой.
Выступал в соревнованиях по плаванию за «Полиспортива Вис Пезаро». Шесть раз выигрывал медали чемпионата Италии: четырежды на дистанции 400 метров вольным стилем (серебро в 1925—1926 годах, бронзу в 1923—1924 годах), дважды на дистанции 1500 метров вольным стилем (бронзу в 1923—1924 годах).
В 1924 году вошёл в состав сборной Италии на летних Олимпийских играх в Париже. В эстафете 4х200 метров вольным стилем команда Италии, за которую также выступали Ренато Бачигалупо, Агостино Фрассинетти и Эмилио Полли, в четвертьфинальном заплыве заняла 2-е место с результатом 11 минут 5,2 секунды, в полуфинале — последнее, 4-е место (11.00,4), уступив 48 секунд попавшей в финал с 3-го места сборной Японии. Также был заявлен на дистанции 1500 метров вольным стилем, но не вышел на старт.
В 1926 году участвовал в чемпионате Европы в Будапеште. В эстафете 4х200 метров вольным стилем сборная Италии, за которую также выступали Ренато Бачигалупо, Эмилио Полли и Бруно Паренцан, заняла 5-е место (10.49,5).
С 1930 года не участвовал в основных национальных соревнованиях.
Умер 2 августа 1991 года в Пезаро.